# Tĩnh Chí Viễn
Tĩnh Chí Viễn (tiếng Trung: 靖志远; bính âm: Jìng Zhìyuǎn; sinh tháng 12 năm 1944) là Thượng tướng Quân Giải phóng Nhân dân Trung Quốc (PLA). Ông từng giữ chức vụ Ủy viên Ủy ban Quân sự Trung ương Đảng Cộng sản Trung Quốc, Ủy viên Ủy ban Quân sự Trung ương Cộng hòa Nhân dân Trung Hoa, Tư lệnh Quân đoàn Pháo binh số 2 (nay là Quân chủng Tên lửa PLA).

## Tiểu sử
Tĩnh Chí Viễn sinh tháng 12 năm 1944 tại Lâm Thuật, tỉnh Sơn Đông, thiếu niên thì chuyển đến Tương Phàn, tỉnh Hồ Bắc (nay là Tương Dương).
Tháng 8 năm 1963, Tĩnh Chí Viễn tham gia Quân Giải phóng Nhân dân Trung Quốc trở thành chiến sĩ pháo binh. Tháng 3 năm 1965 đến tháng 6 năm 1967, Tĩnh Chí Viễn học tại Trường Pháo binh Vũ Uy. Tháng 6 năm 1967, ông được bổ nhiệm làm Phó Trung đội trưởng, Quân đoàn Pháo binh số 2. Tháng 12 năm 1969, Tĩnh Chí Viễn gia nhập Đảng Cộng sản Trung Quốc. Tháng 12 năm 1969, ông được bổ nhiệm giữ chức Trung đội trưởng rồi Phó Tiểu đoàn trưởng, Quân đoàn Pháo binh số 2.
Tháng 11 năm 1970 đến tháng 11 năm 1985, ông là Tham mưu phòng tác huấn, Phó Trưởng phòng tác huấn của Bộ Tư lệnh Căn cứ thuộc Quân đoàn Pháo binh số 2, Phó Trung đoàn trưởng kiêm Tham mưu trưởng và Chi đội trưởng. Tháng 11 năm 1985 đến tháng 2 năm 1993, ông đảm nhiệm vị trí Tham mưu trưởng Căn cứ, Phó Tư lệnh Căn cứ thuộc Quân đoàn Pháo binh số 2. Tháng 7 năm 1990, ông được phong quân hàm Thiếu tướng.
Tháng 2 năm 1993, ông được bổ nhiệm làm Tư lệnh Căn cứ thuộc Quân đoàn Pháo binh số 2. Tháng 2 năm 1999, ông được bổ nhiệm giữ chức Ủy viên Thường vụ Đảng ủy Quân đoàn Pháo binh số 2, Tham mưu trưởng Quân đoàn Pháo binh số 2. Tháng 7 năm 2000, Tĩnh Chí Viễn được thăng quân hàm Trung tướng. Tháng 1 năm 2003, ông được bổ nhiệm làm Tư lệnh Quân đoàn Pháo binh số 2, kế nhiệm Dương Quốc Lương.
Ngày 19 tháng 9 năm 2004, ông được bầu làm Ủy viên Ủy ban Quân sự Trung ương Đảng Cộng sản Trung Quốc. Ngày 25 tháng 9 năm 2004, ông được thăng quân hàm Thượng tướng.
Tháng 10 năm 2012, Tĩnh Chí Viễn được miễn nhiệm chức vụ Tư lệnh Quân đoàn Pháo binh số 2, thay ông ở vị trí này là Phó Tổng Tham mưu trưởng PLA Ngụy Phượng Hòa.
Ông là Ủy viên Ban Chấp hành Trung ương Đảng Cộng sản Trung Quốc khóa XVI, XVII.